# El Priorat

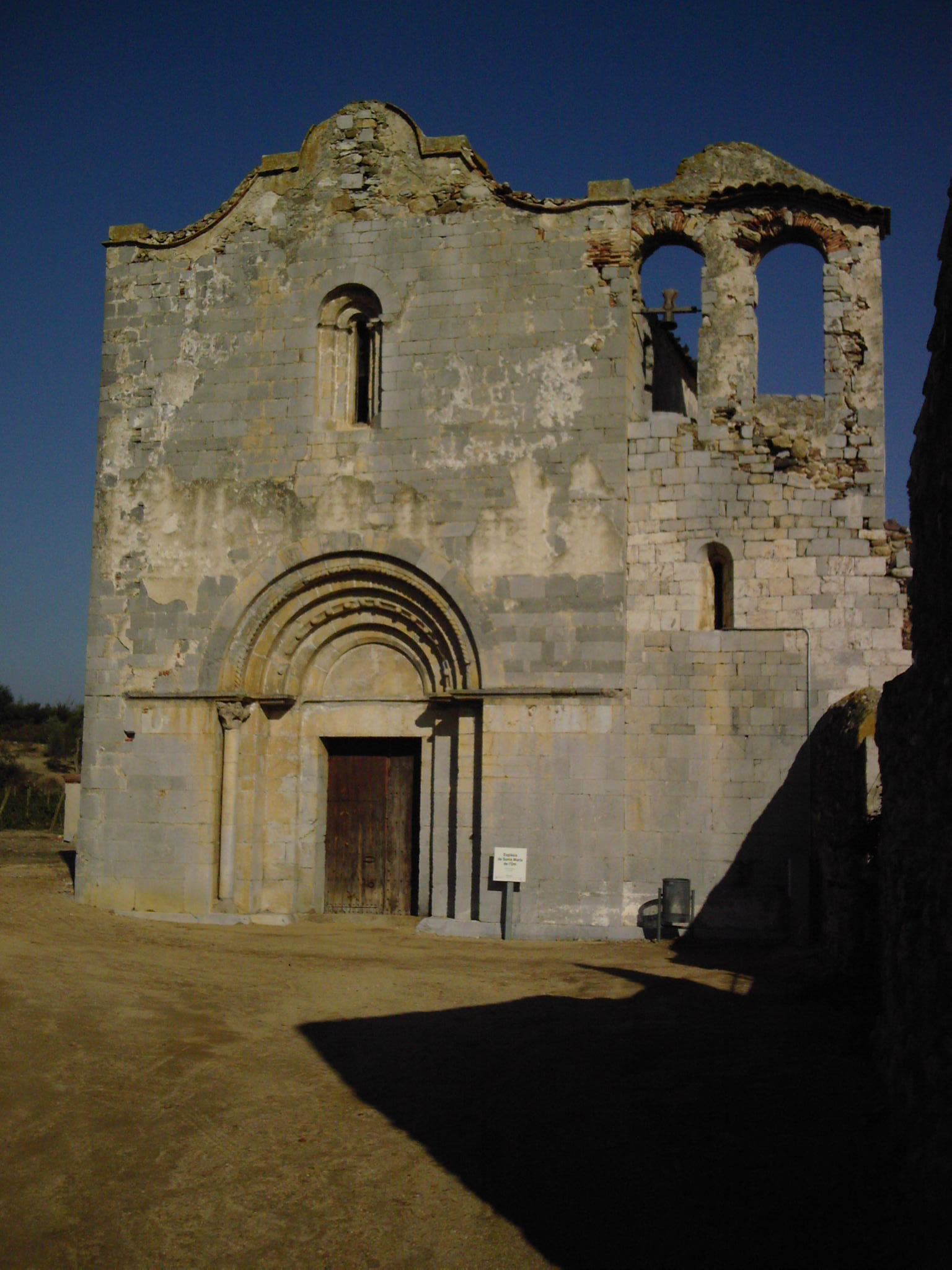
Kościół w El Priorat

El Priorat – miejscowość w Hiszpanii, w Katalonii, w prowincji Girona, w comarce Alt Empordà, w gminie Masarac. W miejscowości znajduje się kościół św. Marii z l'Om z XI-XII wieku.